# Lasse Swärd (journalist)
Lasse Swärd, född 20 november 1956 i Sollefteå, är en svensk ekonomijournalist med bilindustrin som specialområde.
Swärd gick ut journalisthögskolan i Göteborg 1977 och arbetade därefter på såväl veckotidningar som dagspress. Han kom till Svenska Dagbladet 1987, och har sedan 2001 varit knuten till Dagens Nyheter.
Swärd blev rankad etta i Six Markets Estimates journalistranking 1997 och tilldelades 1999 MJK:s stora journalistpris. Han tilldelades KAK:s nyinstiftade journalistpris 2008, samt utsågs samma år till Årets Energirådgivare tillsammans med DN-kollegan Jacques Wallner av föreningen Energirådgivarna.

## Utmärkelser
- 1997 – Prognosföretaget Sig Market Estimates utnämning som bäste ekonomijournalist i dagspressklassen[1]
- 2008 – KAK:s första journalistpris[3]